# Mark Daigneault
Mark Daigneault (Leominster, 23 de fevereiro de 1985) é um treinador norte-americano de basquete profissional que é o treinador principal do Oklahoma City Thunder da National Basketball Association (NBA).
Ele passou cinco temporadas como técnico principal do Oklahoma City Blue da G-League antes de se tornar o técnico principal do Thunder.

## Carreira de treinador
Antes de se formar na Universidade de Connecticut, Daigneault atuou como gerente estudantil da equipe de basquete de 2003 a 2007 sob o comando de Jim Calhoun. Depois de obter seu diploma de bacharel em educação, ele inicialmente pretendia fazer um mestrado, mas foi instruído por Calhoun e o seu assistente George Blaney a buscar uma posição de assistente técnico em Holy Cross, dando a Daigneault fortes recomendações. Durante a gestão de Daigneault, a equipe terminou como vice-campeão da Patriot League na temporada de 2009-09.
Depois de três temporadas em Holy Cross, Daigneault se matriculou na Universidade da Flórida para fazer pós-graduação, onde se juntou ao futuro técnico do Thunder, Billy Donovan, como assistente. Depois de se formar em gestão esportiva, Daigneault tornou-se assistente do treinador principal, o que envolvia aferição e trabalho com jogadores fora da quadra. Durante a gestão de Daigneault, a equipe teve um recorde de 120–30, que incluiu três títulos da SEC e uma aparição na Elite Eight do Torneio da NCAA a cada ano. Ele também ajudou Donovan durante seu tempo como técnico da Seleção Americana.

### Oklahoma City Blue (2014–2019)
Em 22 de agosto de 2014, o Oklahoma City Thunder nomeou Daigneault como o novo treinador principal do Oklahoma City Blue após a promoção de Darko Rajaković à comissão técnica do Thunder.
Na primeira temporada de Daigneault com o Blue, a equipe teve 28 vitória, empatando com a maior marca da sua história, e foi para os playoffs. Durante a temporada de 2015-16, Daigneault se juntou à equipe técnica de Billy Donovan, que foi contratado como técnico principal do Thunder, no meio da temporada, depois que o assistente Maurice Cheeks ficou afastado das quadras por seis semanas. Daigneault permaneceu com o Thunder pelo restante da temporada e mais tarde voltou ao Blue após os playoffs do Thunder.
Na temporada de 2016-17, Daigneault levou o Blue a 34 vitórias, um recorde da franquia. O Blue terminou em primeiro na Conferência Oeste, mas perdeu nas finais da conferência. Depois de uma aparição nas finais da conferência, a equipe não conseguiu avançar na primeira rodada depois de ficar em terceiro lugar na Conferência Oeste na temporada de 2017-18. Em sua última temporada, Daigneault levou o Blue ao seu terceiro título de divisão consecutivo e igualou o recorde da franquia novamente com 34 vitórias. No entanto, o Blue perdeu nas semifinais da conferência, que marcaram sua última aparição nos playoffs.
Em sua quinta e última temporada, Daigneault se tornou o técnico mais antigo da história da franquia. Em sua gestão, ele ganhou três prêmios de Técnico do Mês da G-League, levou o Blue a quatro participações nos playoffs e um recorde de 143-107, o maior número de vitórias de um técnico na história da franquia. Daigneault também viu oito jogadores sendo chamados para a NBA e quatro jogadores assinaram contratos bidirecionais, incluindo Alex Caruso, Semaj Christon, Daniel Hamilton, Josh Huestis e Dakari Johnson.

### Oklahoma City Thunder (2019–Presente)
Após um breve período na temporada de 2015-16, Daigneault foi nomeado assistente técnico do Oklahoma City Thunder, reunindo-se novamente com o técnico principal Billy Donovan. Com esta mudança, ele se tornou o quarto técnico consecutivo do Oklahoma City Blue a se tornar assistente na NBA.
Após a temporada de 2019-20, o Thunder e o técnico Billy Donovan concordaram mutuamente em se separar enquanto a equipe entrava em uma fase de reconstrução. Em 11 de novembro de 2020, o Thunder nomeou Daigneault como o novo técnico principal do time, tornando-se o quarto técnico principal na história do Thunder. Com a contratação, ele se tornou o segundo técnico mais jovem da NBA na época.

A oportunidade de ser o treinador principal do Thunder é realmente uma honra especial. Ao longo dos meus seis anos em Oklahoma City, desenvolvi um profundo compromisso com a organização e um cuidado com o que é verdadeiramente uma comunidade especial que chamo de lar. Desde o meu primeiro dia aqui, meus valores sempre estiveram alinhados com os da organização e estou ansioso para ajudá-los a continuar sendo vividos dentro e fora da quadra. Quero agradecer ao Sr. Bennett, Sam e toda a organização pela oportunidade, e agradeço a todos os treinadores, funcionários e principalmente jogadores que me ajudaram ao longo da minha carreira."— Mark Daigneault em sua apresentação
Com o Thunder em uma fase de reconstrução, Daigneault terminou sua primeira temporada com um recorde de 22-50, a primeira temporada de derrotas da franquia desde a temporada de 2008-09. Em sua segunda temporada, o Thunder terminou com um recorde de 24-50, registrando sua segunda temporada consecutiva de derrotas desde que a franquia se mudou para Oklahoma City. Na terceira temporada da reconstrução do Thunder, Daigneault emergiu como um dos melhores treinadores da NBA com o Thunder melhorando para um recorde de 40-42, uma melhoria de 16 vitórias em relação à temporada passada. O Thunder chegou ao Play-In da NBA como a décima melhor campanha e derrotou o New Orleans Pelicans antes de perder para o Minnesota Timberwolves. Após a temporada, Daigneault terminou em segundo lugar na votação de Treinador do Ano da NBA com 48 votos de segundo lugar e 20 votos de terceiro lugar.
Antes do início da temporada de 2023–24, o Thunder anunciou que o técnico Daigneault assinou uma extensão de contrato de vários anos. Em abril de 2024, foi anunciado que Daigneault foi oficialmente nomeado Treinador do Ano da NBA na temporada de 2023–24. Ele se junta a Scott Brooks (2010) como os únicos técnicos do Thunder a ganhar o prêmio.

## Estilo de treinamento
Daigneault foi descrito como "mente aberta, inovador e não convencional" durante sua breve passagem pelo Thunder. Durante a reconstrução do Thunder, Daigneault levou a equipe a várias temporadas classificando-se entre os 10 primeiros na defesa. Na temporada de 2022-23, o Thunder foi um dos melhores times no terceiro quarto após os ajustes de Daigneault no jogo.
Após a temporada de 2022-23, muitos jogadores do Thunder creditaram o sucesso do time a Daigneault. Josh Giddey disse que Daigneault era o treinador ideal: "Se eu pudesse construir um treinador, seria Mark Daigneault". Dario Šarić disse que: "Daigneault é o treinador certo para estes jovens jogadores, alguns treinadores chegam onde querem, ele tem a mente aberta".

## Recorde como treinador

### NBA
| Time          | Temporada | Temporada Regular | Temporada Regular | Temporada Regular | Temporada Regular | Temporada Regular      | Playoffs | Playoffs | Playoffs | Playoffs | Playoffs                             |
| Time          | Temporada | Jogos             | Vitórias          | Derrotas          | %                 | Classificação          | Jogos    | Vitórias | Derrotas | %        | Resultado                            |
| ------------- | --------- | ----------------- | ----------------- | ----------------- | ----------------- | ---------------------- | -------- | -------- | -------- | -------- | ------------------------------------ |
| Oklahoma City | 2020–21   | 72                | 22                | 50                | .306              | 5º na Divisão Noroeste | —        | —        | —        | —        | Não foi pros playoffs                |
| Oklahoma City | 2021–22   | 82                | 24                | 58                | .293              | 5º na Divisão Noroeste | —        | —        | —        | —        | Não foi pros playoffs                |
| Oklahoma City | 2022–23   | 82                | 40                | 42                | .488              | 3º na Divisão Noroeste | —        | —        | —        | —        | Não foi pros playoffs                |
| Oklahoma City | 2023–24   | 82                | 57                | 25                | .695              | 1º na Divisão Noroeste | 10       | 6        | 4        | .600     | Perdeu nas Semifinais de Conferência |
| Carreira      | Carreira  | 318               | 143               | 175               | .445              | –                      | 10       | 6        | 4        | .600     | –                                    |

### G-League
| Time          | Temporada | Temporada Regular | Temporada Regular | Temporada Regular | Temporada Regular | Temporada Regular | Playoffs | Playoffs | Playoffs | Playoffs | Playoffs                               |
| Time          | Temporada | Jogos             | Vitórias          | Derrotas          | %                 | Classificação     | Jogos    | Vitórias | Derrotas | %        | Resultado                              |
| ------------- | --------- | ----------------- | ----------------- | ----------------- | ----------------- | ----------------- | -------- | -------- | -------- | -------- | -------------------------------------- |
| Oklahoma City | 2014–15   | 50                | 28                | 22                | .560              | 4º                | 2        | 0        | 2        | .000     | Perdeu na Primeira Rodada              |
| Oklahoma City | 2015–16   | 50                | 19                | 31                | .380              | 8º                | —        | —        | —        | —        | Não foi pros playoffs                  |
| Oklahoma City | 2016–17   | 50                | 34                | 16                | .680              | 1º                | 6        | 3        | 3        | .500     | Perdeu nas Finais de Conferência       |
| Oklahoma City | 2017–18   | 50                | 28                | 22                | .560              | 3º                | 1        | 0        | 1        | .000     | Perdeu na Primeira Rodada              |
| Oklahoma City | 2018–19   | 50                | 34                | 16                | .680              | 3º                | 2        | 1        | 1        | .500     | Perdeu nas Semis-Finais de Conferência |
| Carreira      | Carreira  | 250               | 143               | 107               | .572              | –                 | 11       | 4        | 7        | .250     | –                                      |

## Prêmios e Homenagens
NBA
- Campeão da NBA: 2025
- NBA Coach of the Year: 2024
- Treinador do All-Star Game: 2025

## Vida pessoal
O pai de Daigneault, Rick, formou-se em 1980 no College of the Holy Cross e foi membro do time de beisebol. A esposa de Daigneault, Ashley Kerr, é treinadora assistente voluntária de ginástica feminina na Universidade de Oklahoma.
Quando criança, Daigneault participou do acampamento de basquete do ex-assistente da NBA, Mark Osowski, e mais tarde ajudou a administrar o acampamento após a sua morte. Daigneault credita a influência de Osowski e a experiência de trabalhar com ele à possibilidade de se tornar um técnico da NBA. Ele também foi levado a se matricular na Universidade de Connecticut por seu ex-técnico de basquete do colégio, Steve Dubzinski, que o ajudou a ter sua primeira experiência no basquete universitário.